# 阿津駅
阿津駅（あつえき）は、かつて岡山県倉敷市児島阿津二丁目に存在した下津井電鉄下津井電鉄線の駅（廃駅）である。

## 概要
駅名は開設当時の所在地である赤崎の字名で、1970年（昭和45年）に児島阿津となった。
モータリゼーションの進行による乗客の減少、および瀬戸大橋線（本四備讃線）により下津井電鉄のバス部門の主力路線である岡山 - 児島の乗客が減少し、鉄道線の赤字補填が困難となったため、1991年（平成3年）1月1日に下津井電鉄線と共に廃止された。

## 歴史
- 1949年（昭和24年）6月20日：阿津駅が開業する。
  - 当時の所在地表示は岡山県児島市赤崎であった[2]。
- 1967年（昭和42年）2月1日：倉敷市（第2次）成立に伴い、所在地表示が岡山県倉敷市児島赤崎となる[2]。
- 1970年（昭和45年）：住居表示の実施により、所在地表示が現行のものになる[2][3]。
- 1991年（平成3年）1月1日：児島 - 下津井間が廃止。同時に阿津駅も廃止される。

## 駅構造
単式ホーム1面1線の地上駅で、終始無人停留場だった。

## 廃止後
- 廃止区間（児島 - 下津井）は、歩行者・自転車専用道「風の道」として整備されている。
- プラットホームのみ現存する。また、阿津駅跡を記す駅名標をかたどった碑がある。

## ギャラリー

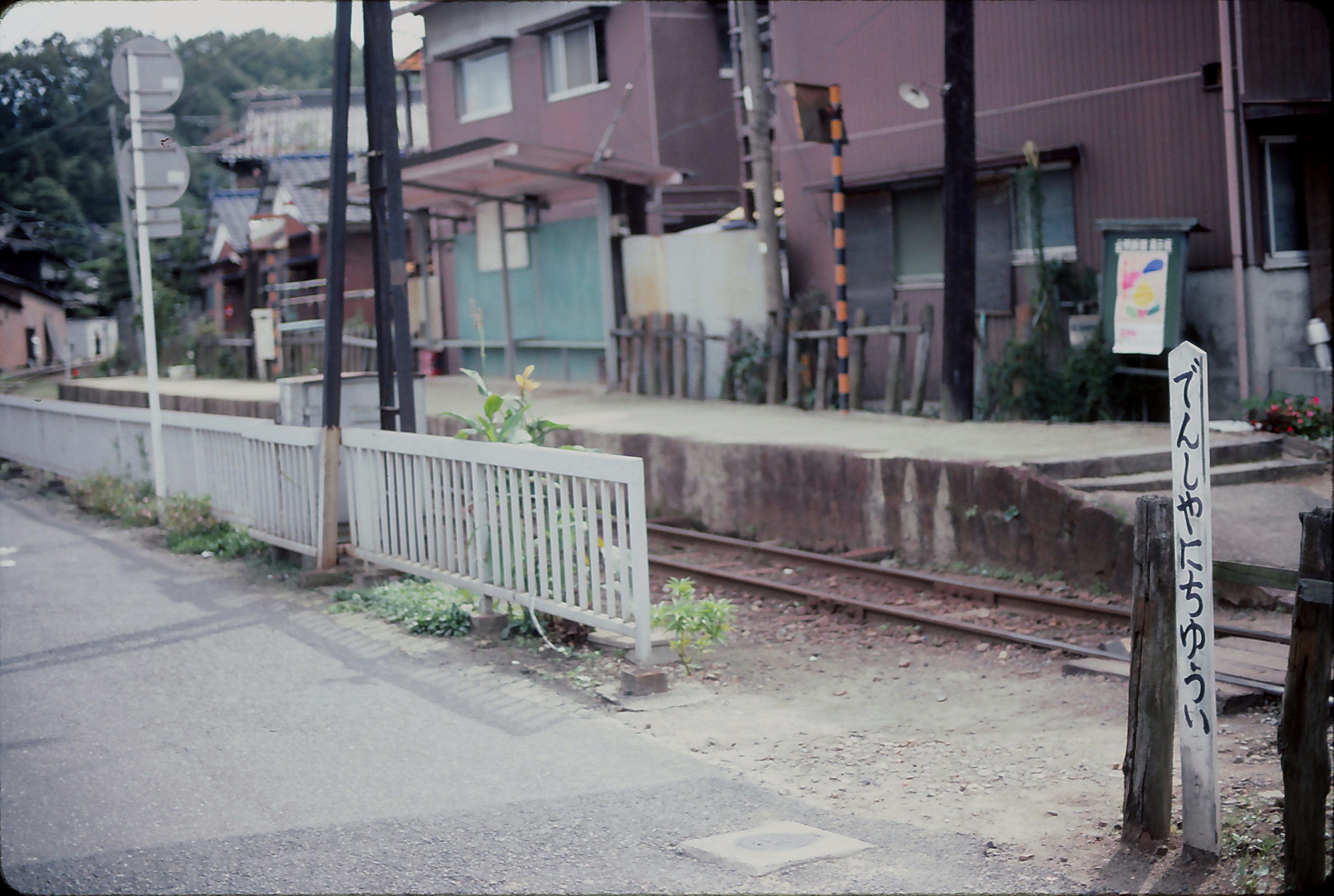
阿津駅（1990年）
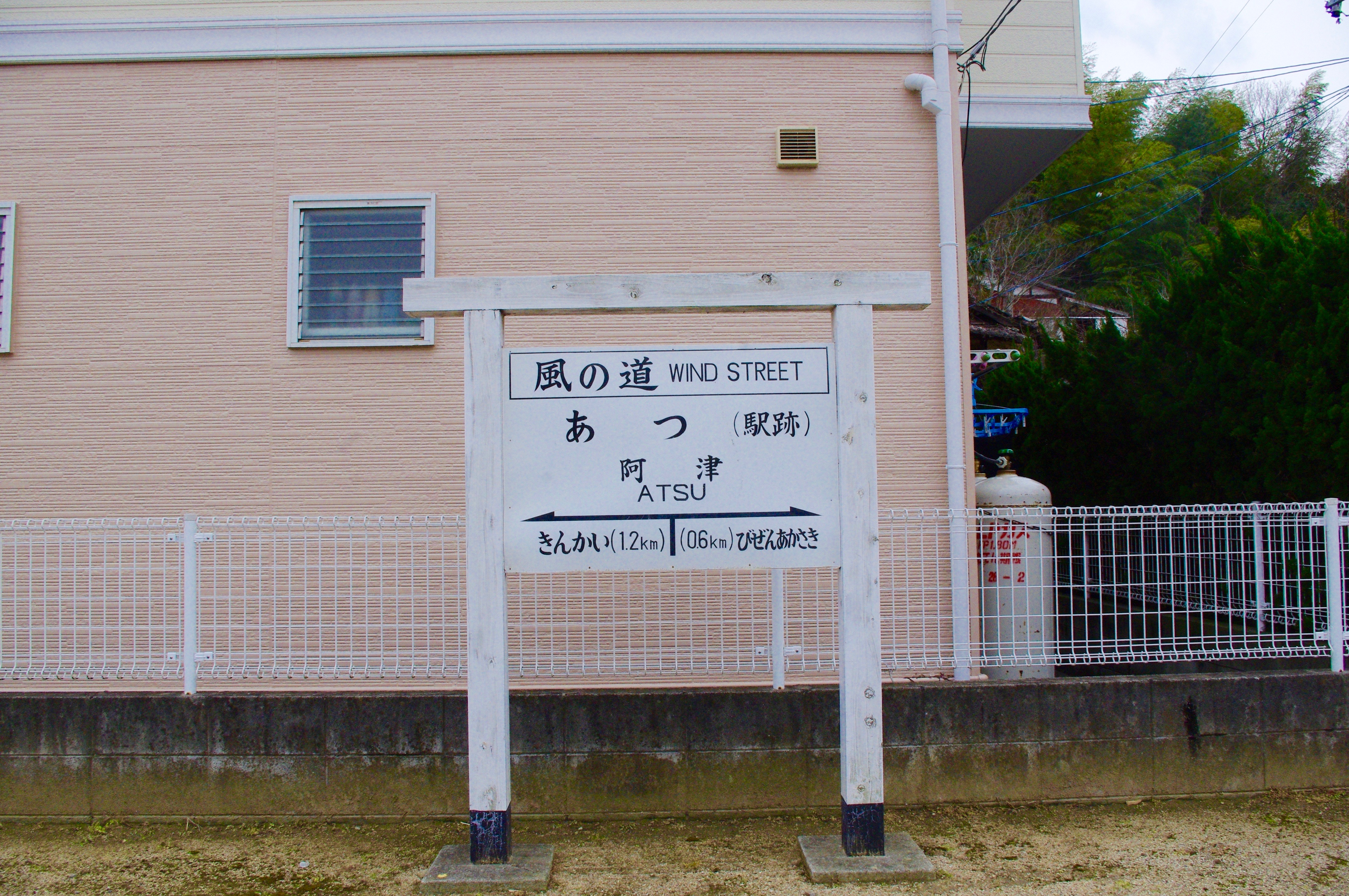
阿津駅跡（2016年）
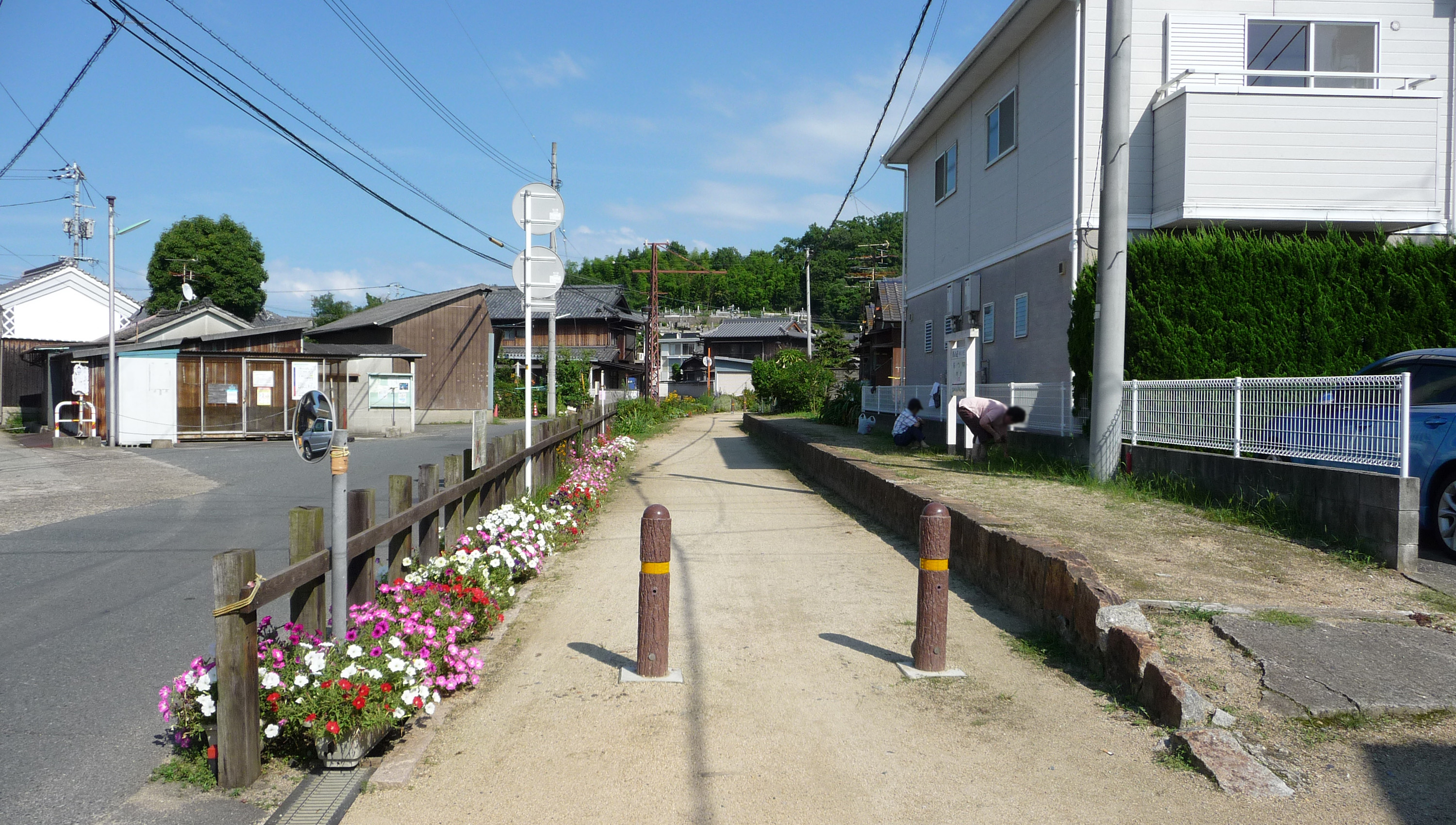
下津井方面（2010年）

## 隣の駅
下津井電鉄
下津井電鉄線
琴海駅 - 阿津駅 - 備前赤崎駅